# 周廷鑨
周廷鑨（1606年—1671年），字元立，号芮公，自称朴园居士，福建泉州新门街人。明末政治人物。

## 生平
「沖懷秀骨」。天启四年舉人，天启五年（1625年）联捷进士。历官吏部验封司主事、文选司郎中。因得罪权贵，辞官南归。唐王时起用，晋詹事府詹事兼翰林院侍读学士，太常寺少卿、提督四译馆。唐王败，隐于家。年六十六卒。

## 家族
父周维京，通政使。

## 著作
周廷鑨工诗文，儒雅风流。有《两都三余篇》、《朴园诗历》诸书。